# Pitolamminmäki
Pitolamminmäki är en kulle i Finland. Den ligger i Idensalmi och landskapet Norra Savolax, i den centrala delen av landet, 400 km norr om huvudstaden Helsingfors. Toppen på Pitolamminmäki är 232 meter över havet.
Terrängen runt Pitolamminmäki är huvudsakligen platt. Runt Pitolamminmäki är det glesbefolkat, med 19 invånare per kvadratkilometer. Närmaste större samhälle är Idensalmi, 19,7 km norr om Pitolamminmäki. I omgivningarna runt Pitolamminmäki växer i huvudsak blandskog.